# Takeshi Fuji
Pour les articles homonymes, voir Fujii.
Ne doit pas être confondu avec Takeshi Fujii.
Takeshi Fujii (藤猛, Fujii Takeshi) est un boxeur américain né le 6 juin 1940 à Honolulu, Hawaï.

## Carrière
Passé professionnel en 1964, Takeshi Fujii devient champion du Japon des poids super-légers en 1965 puis champion d'Asie OPBF en 1966 et champion du monde WBA de la catégorie le 30 avril 1967 en détrônant l'italien Sandro Lopopolo par KO au second round. Fuji laisse son titre WBC vacant et perd sa ceinture WBA le 12 décembre 1968 face à Nicolino Locche. Il met un terme à sa carrière en 1970 sur un bilan de 34 victoires, 3 défaites et 1 match nul.